# Alfred Dompert
Alfred Dompert (n. Stuttgart, 23 de diciembre de 1914 - f. Stuttgart, 11 de agosto de 1991) fue un atleta alemán.
Participó en la prueba de 3000 metros obstáculos y ganó la medalla de Bronce en ese evento con un tiempo de 9:07.2 en las Olimpiadas de verano de Berlín de 1936 en Alemania.
Fue una persona de firmes convicciones que nunca quiso formar parte del movimiento nacionalsocialista pese al ofrecimiento directo del propio Adolf Hitler cuando le felicitó por su triunfo olímpico, pues fue el único alemán que ganó en esa prueba, a lo largo de su vida siguió practicando otros deportes como el esquí y montañismo, que compartió junto a su mujer. Sus restos mortales descansan junto con los de su mujer en un cementerio de Madrid en España que junto con su país natal admiraba y quería, además en Madrid es donde reside su única hija.
- Datos: Q63800
- Multimedia: Alfred Dompert / Q63800